# Première église Notre-Dame
Pour les articles homonymes, voir Église Notre-Dame.

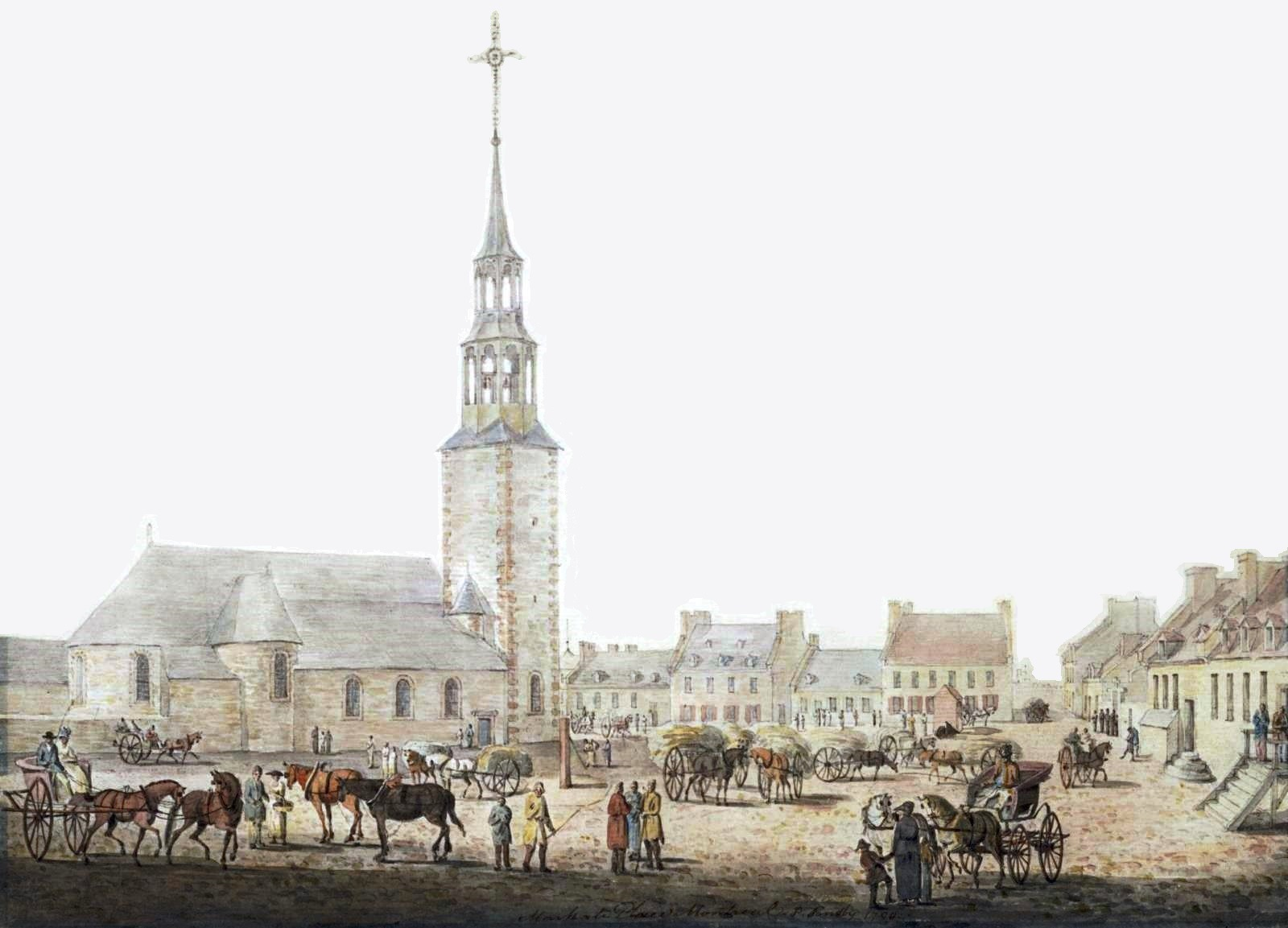
Place d'Armes, 1790

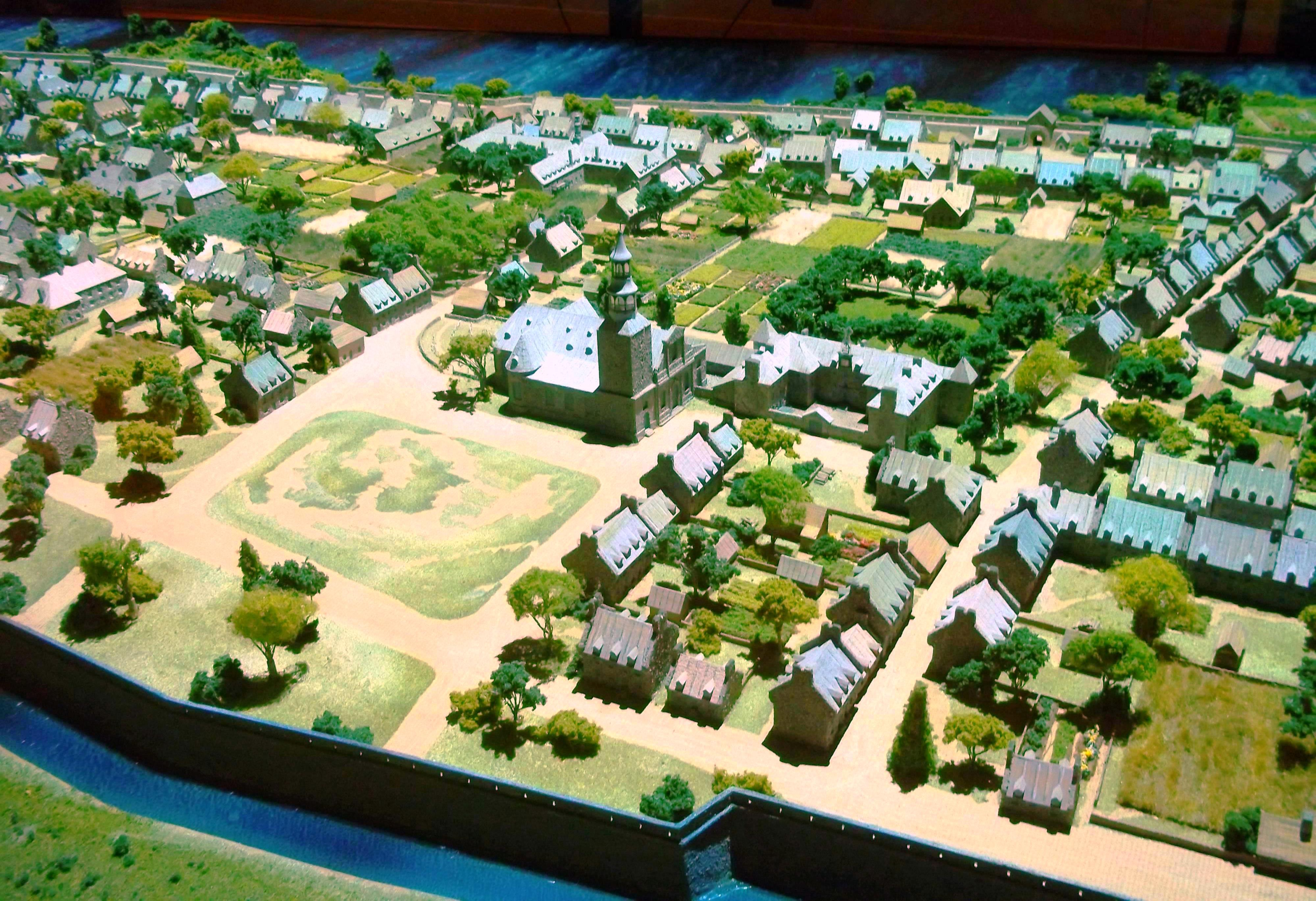
Maquette de Montréal alors qu'elle était une ville fortifiée. Au centre, la première église paroissiale de Ville-Marie et le Vieux Séminaire de Saint-Sulpice.

La première église Notre-Dame, au nord de l'actuelle basilique Notre-Dame de Montréal, dans l'axe de la rue Notre-Dame, était le lieu de culte de la paroisse, de 1682 à 1829.

## Naissance
On l'appellera d'abord église de Ville-Marie ou Sainte-Marie, puis église Notre-Dame.
Elle était animée par les Sulpiciens. Elle fut dessinée par le Supérieur des Sulpiciens de l'époque, François Dollier de Casson en 1672.
On commença sa construction en 1673. Elle fut complétée en 1682. C'était un édifice en maçonnerie, de style conventionnel.

## Croissance
Elle est agrandie pour la première fois en 1708.
En 1722, Chaussegros de Léry, ingénieur du roi, est chargé de dessiner des plans de réaménagement et d'embellissement de l'église. Il prévoyait ajouter 2 clochers symétriques en façade. Faute de fonds, on n'en ajoute qu'un (au nord).
En 1734, à cause de la population sans cesse croissante, elle est de nouveau agrandie, en créant des bas-côtés reliant le transept à la façade.

## Fin
Le projet de bâtir la basilique (qui est inaugurée en 1829) est le début de la fin pour la première église.
Elle est démolie en 1830. On conserve toutefois son clocher jusqu'en 1843, année où la basilique est pourvue de ses 2 clochers.
La façade de l'église, démontée, est remontée pour orner l'église du monastère des Récollets jusqu'à sa démolition en 1867.

## Images
|  |  |  |